# دهستان ملایعقوب
دهستان ملایعقوب یکی از دهستان‌های شهرستان سرآب در استان آذربایجان شرقی ایران است. بر اساس سرشماری سال ۱۳۸۵، جمعیت این دهستان ۶٬۶۵۹ نفر (۱٬۴۷۶ خانوار) بوده‌است. دهستان ملایعقوب در بخش مرکزی شهرستان سرآب جای دارد.
مرکز این دهستان، روستای اردها است و دیگر روستاهای مسکونی آن از این قرارند:
- شالقون
- جلده باخان
- دونیق
- هیروان
- حسنجان
- نرمیق
- ملایعقوب
- سلطان‌آباد
- وانق‌سفلی
- ناراب
- شیخ‌سرجین
- وانق‌علیا
- ایرج
- شکردرق
- آقبلاغ‌بهمن
- عبدالله‌آباد
- کوشنق

اردلان